# Cabrerolles
Cabrerolles település Franciaországban, Hérault megyében. Lakosainak száma 338 fő (2022. január 1.). Cabrerolles Autignac, Les Aires, Caussiniojouls, Faugères, Hérépian, Laurens, Murviel-lès-Béziers és Saint-Nazaire-de-Ladarez községekkel határos.

## Népesség
A település népességének változása:
| Lakosok száma | 284  | 255  | 293  | 324  | 339  | 331  | 335  | 341  | 339  | 338  |
|               | 1968 | 1982 | 1990 | 2006 | 2013 | 2015 | 2017 | 2019 | 2020 | 2022 |